# فينس كيني
فينس كيني (بالإنجليزية: Vince Kenny)‏ (29 ديسمبر 1924 بشفيلد في المملكة المتحدة - 2006) هو لاعب كرة قدم بريطاني (وحمل سابقاً جنسية المملكة المتحدة لبريطانيا العظمى وأيرلندا) في مركز الظهير. لعب مع شيفيلد وينزداي ونادي كارلايل يونايتد.